# 인지 트라이어드
인지 트라이어드(cognitive triad) 또는 인지삼제(認知三題), 네거티브 트라이어드(Negative Triad)라고도 한다. 1976년 아론 벡(Aaron Beck)에 의해 제안되었다. 아론 벡(Aaron Beck)의 인지 트라이어드(Beck's cognitive triad)는 우울증을 가지고 있는 개인의 신념 체계를 인지 치료적 관점에서 세 가지 핵심 요소로 파악한다. 이 트라이어드는 우울증에 대한 인지 이론의 일부를 형성하며  이 개념은 특히 벡(Beck)의 "네거티브 자동 사고의 처리(TNAT)"접 근법에서 CBT(인지행치료)의 일부로 사용된다.
이 트라이어드(삼제三題)는 자기(self) 또는 자기상(self-image), 세계(world) 또는 환경(environment), 미래(future)에 관하여서 자동적이고 마음에서 자연스럽게, 그리고 통제 불가능한 부정적인 생각을 말한다.

## 인지 트라이어드 측정
트라이어드의 세 측면에서 부정적 인지를 측정하기 위하여 많은 도구들이 개발되어 왔다. 벡의 우울증 목록(Beck Depression Inventory, BDI)은 트라이어드의 세 측면에 기반하여 우울을 측정하는 설문지로 유명하다. 이외에도 벡의 절망 척도(Beck Hopelessness Scale)는 미래에 관한 사고를 측정하는 것이며, 로젠버그의 자존감 척도(Rosenberg Self-Esteem Scale)는 자아관에 대한 측정을 할 때 사용된다.
인지 트라이어드 목록(Cognitive Triad Inventory, CTI)은 베컴(Beckham) 등이 개발한 것으로, 벡의 트라이어드의 세 측면을 체계적으로 측정하기 위한 것이다. CTI는 치료 1회기 치료사 행동과 인지 트라이어드 변화와, 트라이어드 변화 패턴과 우울 기분의 변화 사이의 관계를 질량화한다. 이후, 캐슬로우(Kaslow) 등은 이 목록을 아동 및 청소년용 인지삼제 척도(CTI-C)에 적용시켰다.

## 같이 보기
- 아론 벡
- 자동적 사고